# Pont du Canal de Suez
Le pont du Canal de Suez, aussi connu sous le nom de pont d'El Qantara, ou pont de l'amitié égypto-japonaise, ou Mubarak Peace Bridge est un pont à haubans qui enjambe le canal de Suez, en Égypte.

## Construction
Le pont a été construit entre 1992 et 1999. Le canal de Suez étant emprunté par de très grands bateaux, il a fallu construire deux avant-ponts menant au pont haubané qui supporte le tablier à une hauteur de 70 m, la hauteur maximale admissible est de 68 m (ce qui a donné lieu au terme Suezmax). La réalisation des piles des avant-ponts, de sections diverses et de hauteurs comprises entre 10 et 70 m et des superstructures à caisson a été attribuée à plusieurs entreprises.
Le coût total du pont s'élève à 22,5 milliards de yens, financés à hauteur de 60 % par le gouvernement japonais et à hauteur de 40 % par le gouvernement égyptien, cette aide japonaise est intervenue dans le cadre de la Japanese Official Development Assistance (ODA).

## Informations techniques
Le tablier d'une largeur de 10 m et d'une épaisseur de 2,34 m est en acier ; les piles et les pylônes sont en béton armé.
La longueur totale du pont, d'un gabarit de 70 m, est de 3,9 km ; la longueur du pont principal est de 730 m avec une portée de 404 m, les travées adjacentes font 163 m.

### Rive ouest
Cette section, longue de 1 731 m, comporte 48 paires de piles.

### Rive est
La partie est du pont, longue de 1 640 m, comporte 39 paires de piles.

## Galerie

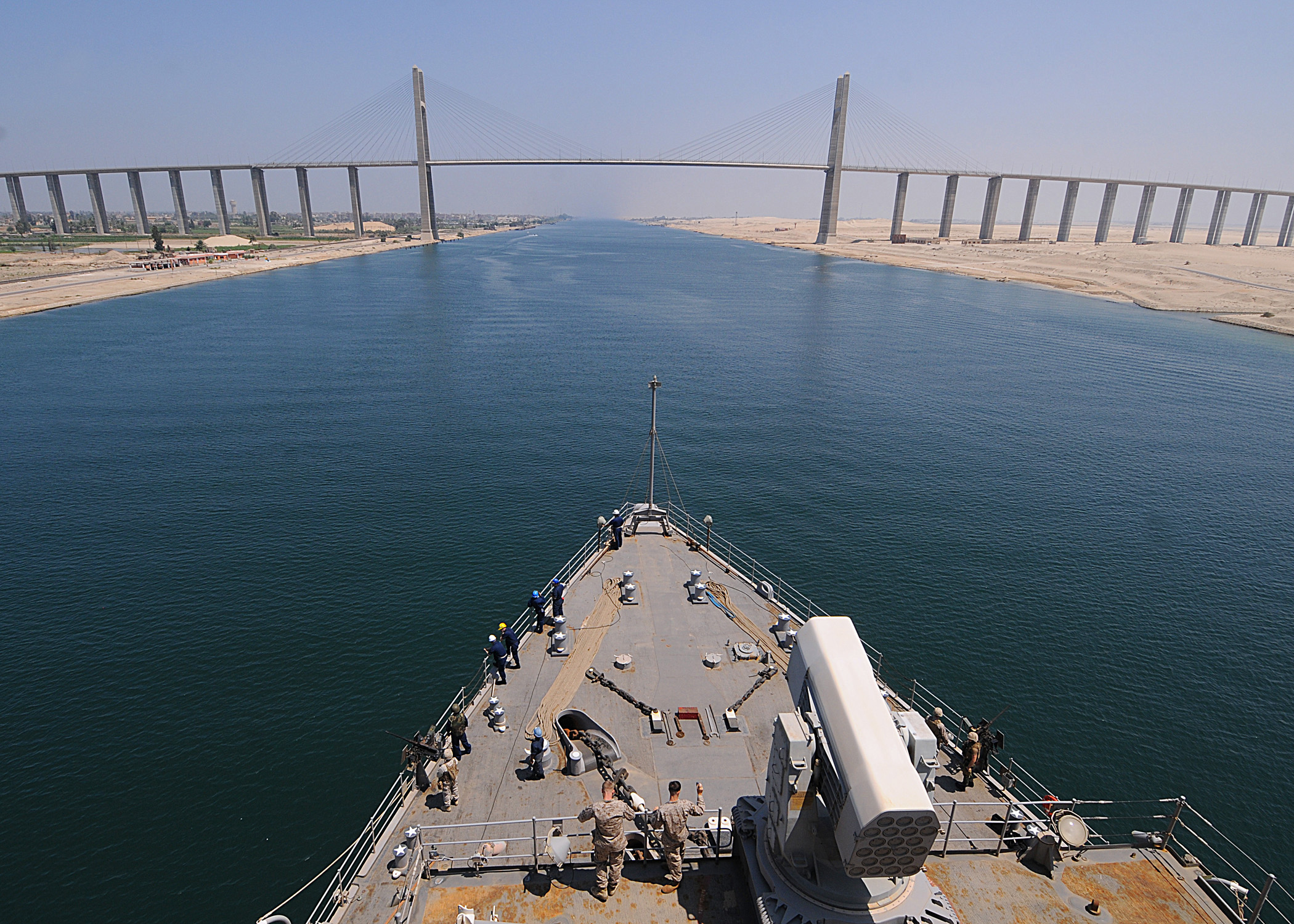
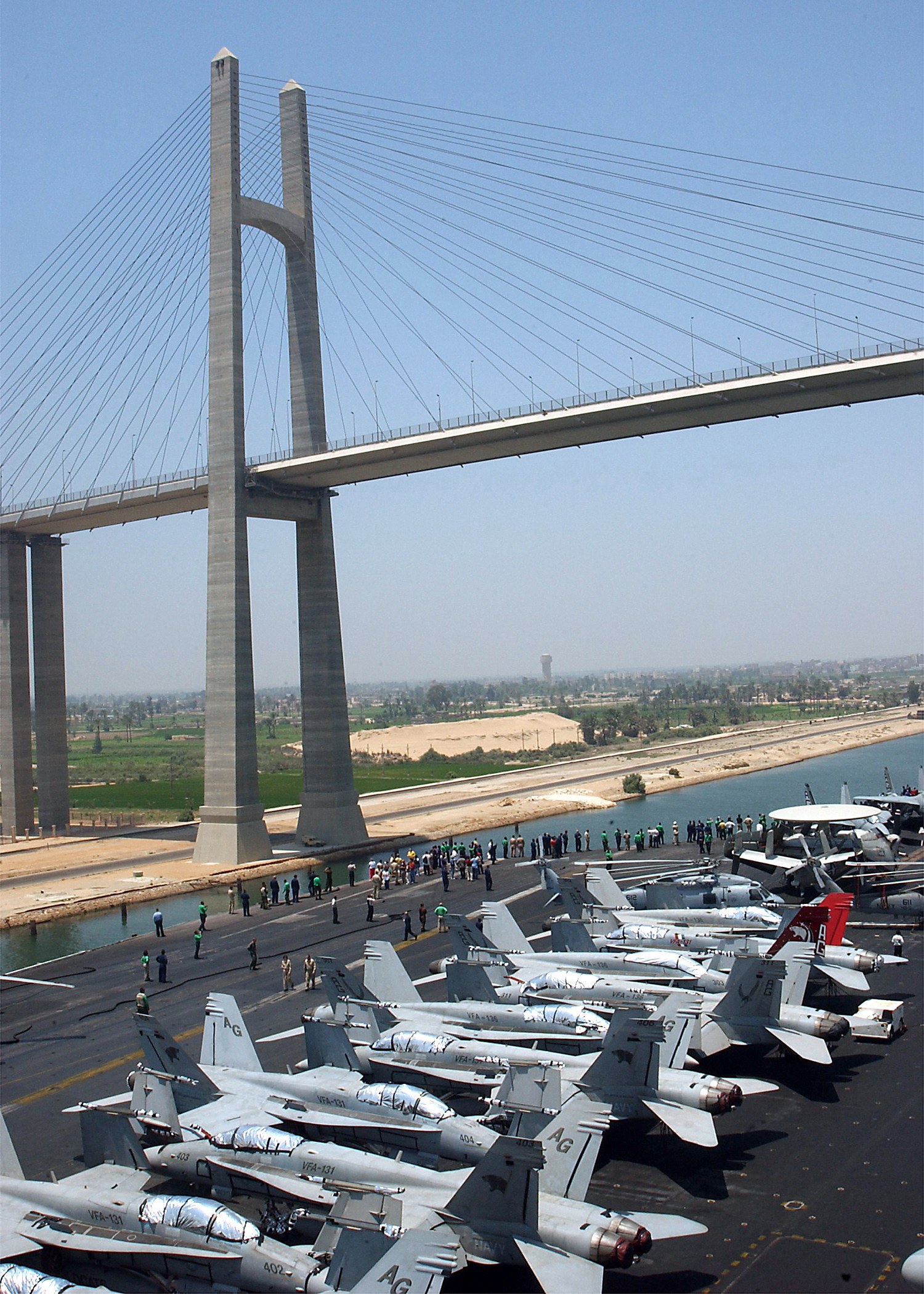
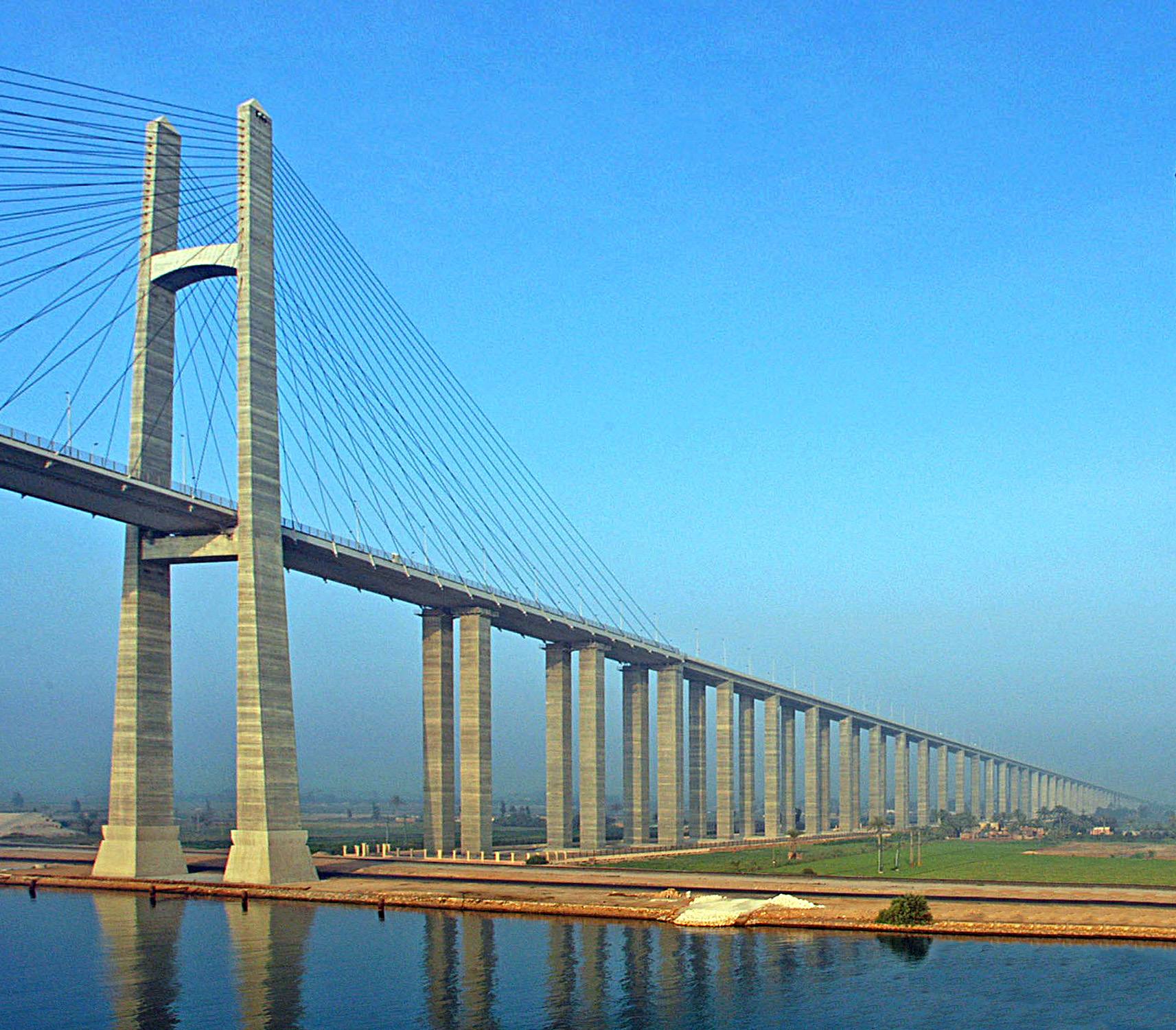